# Mihály Tabányi

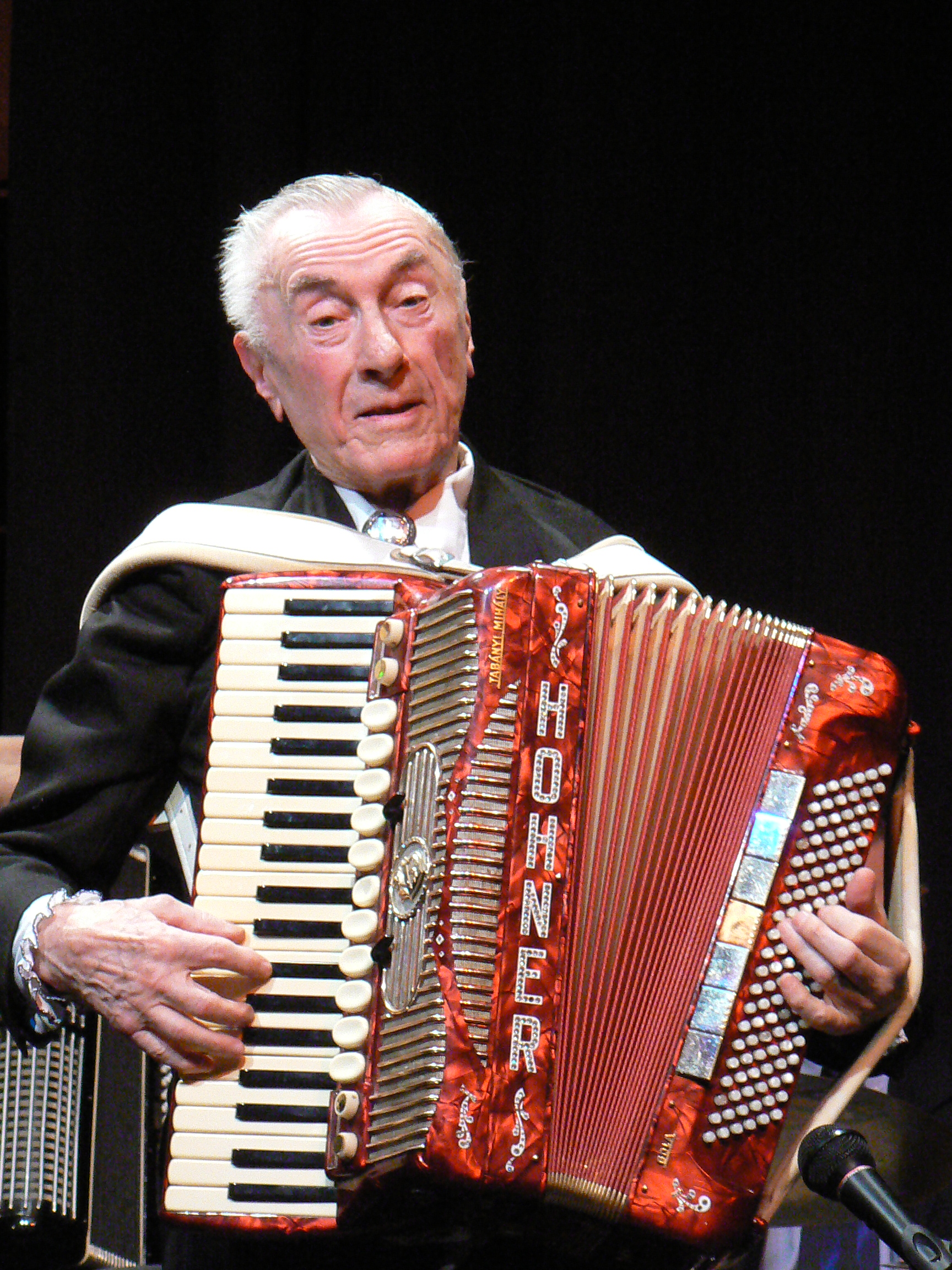
Mihály Tabányi (2011)

Mihály Tabányi (* 1. Februar 1921 in Pilis; † 2. Juli 2019) war ein ungarischer Akkordeonspieler.

## Leben
Tabányi stammte aus einer Arbeiterfamilie, sein Vater war als Stahlwerker bei der Firma Ganz in Budapest beschäftigt. Die ersten Jahre wuchs Tabányi in Pilis auf. 1926 zog die Familie nach Budapest, damit sein Vater nicht mehr zu seiner Arbeitsstelle pendeln musste. Dort bekam er im Alter von sechs Jahren zunächst Geigenunterricht bei Gabriella Hoffmann. Da das Spielen auf Saiten und der Klang der Geige ihn nicht zufriedengestellt haben und er zudem gerne akkordisch spielen wollte, wechselte mit neun Jahren zum Klavier.
Mit dem Akkordeonspiel begann er mit 13 Jahren, inspiriert durch den Akkordeonisten Lajos  Bobula, der sich 1933 in Budapest niedergelassen hatte. Zu dieser Zeit kam das Akkordeon in Ungarn in Mode. Tabányi wurde Schüler von Bobula. 1940 organisierte der Musikalienhändler Frigyes Marnitz, der den Vertrieb von Hohner in Ungarn übernommen hatte, einen nationalen Akkordeonwettbewerb, bei dem Tabányi den ersten Platz belegte. Danach studierte er für anderthalb Jahre an der Franz-Liszt-Musikakademie. Da das Akkordeon damals noch kein reguläres Studienfach war, belegte er die Fächer Cello und Orgel. Neben dem Studium verdiente er Geld als Kirchenorganist.
Obwohl er in klassischer Musik ausgebildet wurde, beschäftigte er sich auch mit populärer Musik und Jazz und gründete sein erstes Trio mit Gitarre und Kontrabass, mit dem er seine erste Schallplatte aufnahm und beim ungarischen Radio auftrat.
Ein Vorbild zu jener Zeit war der US-amerikanische Akkordeonist Art Van Damme, der sein Spiel beeinflusste. Im Bereich Jazz war er Autodidakt, er lernte Jazzstücke  hauptsächlich durch das Hören im Radio.
Zunächst arbeitete er mit dem Gitarristen Sándor Horváth zusammen, dann mit Elek Bacsik, Miki Sárköz und später mit Andor Kovács.
Er begann, Transkriptionen aus dem Bereich Klassik, Operette und südamerikanischer Musik zu schreiben, welche er bei seinen Konzerten aufführte.
Tabányi trat zur damaligen Zeit oftmals in Triobesetzungen auf, so 1945 unter anderem mit dem Pianisten György Cziffra, mit dem er in der Bristol Hall in Budapest spielte.
Es kam zur Gründung des Trios Pinocchio mit den beiden Gitarristen Elek Bacsik und Attila Zoller.
Von 1947 bis 1954 spielte er mit einer achtköpfigen Formation im Kaffeehaus Emke in Budapest. Zu dieser Gruppe gehörten unter anderem Géza Balogh an der Hawaiigitarre, Jenő Beamter am Vibraphon und Gyula Kovács am Schlagzeug.  Das Kaffeehaus umfasste mehr als 500 Plätze und war an den Wochenenden zumeist sehr gut besucht. Die Hausband von Tabányi begleitete Auftritte von damals in Ungarn populären Sängern wie János Sárdy, Hanna Honthy, Marika Németh, Kató Fényes, Anni Kapitány, Márta Záray und János Vámosi.
1956 wirkte er als Gastmusiker beim Filmfestival im tschechoslowakischen Karlovy Vary.
In den Jahren 1957 und 1958 folgte eine ausgedehnte Tournee durch in die Sowjetunion.
Nachdem er während dieser Tournee im Theater in Jerewan seine Bearbeitung des Säbeltanzes gespielt hatte, kam der Komponist Aram Chatschaturjan, der sich im Publikum befand, nach dem Konzert auf die Bühne und beglückwünschte Tabányi für seine Interpretation.
1962 machte Tabányi Schallplattenaufnahmen mit größeren Formationen unter der Mitwirkung von István Bergendy, Péter Bergendy, Lajos Dudas, Dezső „Ablakos“ Lakatos, Attila Mittai, György Váradi, Rudolf Wirth, Péter Káldor, Andor Kovács, Aladár Pege und Gyula Kovács.
1976 wurde er in die USA eingeladen und es kam dort zu Auftritten mit Les Paul, Doris Day, Art Van Damme, Dean Martin und Frank Sinatra.
Tabányi wirkte bei zahlreichen Schallplattenproduktionen mit und schrieb eigene Kompositionen für das Akkordeon.
Sein Grab befindet sich auf dem Farkasréti temető, einem Friedhof im Stadtteil Farkasrét im XII. Budapester Bezirk.

## Würdigung
Tabányi wurde mehrfach mit Preisen ausgezeichnet, unter anderem bekam er 2000 den eMeRTon-díj des ungarischen Radios für sein Lebenswerk. Er ist Ehrenbürger von Albertirsa, Budapest und Pilis.
Seit 2017 wird vom nationalen ungarischen Akkordeonverband jährlich der Mihály-Tabányi-Preis (Tabányi Mihály-díj) verliehen.